# Фаленопсис наїзник
Фаленопсис наїзник (лат. Phalaenopsis equestris) - епіфітна трав'яниста рослина  родини орхідних (Orchidaceae).

## Етимологія
У перекладі з латинської "I equester" (рідше equestris) - кінний, що належить до кінноти, кавалерійський, служба в кінноті, кінський, що належить до стану вершників, верхова їзда.
Вид не має усталеної української назви, в україномовних джерелах зазвичай використовується наукова назва  Phalaenopsis equestris.
Англійська назва - The Horse Phalaenopsis.

## Синоніми
- Phalaenopsis equestris f. alba Hort. 1969
- Phalaenopsis equestris f. alba [Hort] E A Christensen 2001
- Phalaenopsis equestris f. aurea Christenson 2001
- Phalaenopsis equestris f. cyanochila O. Gruss 2001
- Phalaenopsis equestris [Schauer] Rchb.f. var alba [Hort.] Sweet 1967
- Phalaenopsis equestris [Schauer] Rchb.f. var leucaspis Rchb.f. 1881
- Phalaenopsis equestris [Schauer] Rchb.f. var leucotanthe Rchb.f. 1883
- Phalaenopsis equestris var. rosea Valmayor & D. Tiu in H. L. Valmayor 1984
- Phalaenopsis esmeralda
- Phalaenopsis riteiwanensis Masaume 1934
- Phalaenopsis rosea Lindley 1848
- Phalaenopsis rosea var aurantiaca Gower 1892
- Phalaenopsis rosea var deliciosa Barb. 1882
- Phalaenopsis rosea var leucaspis [Rchb.f.] Rolfe 1886
- Phalaenopsis stauroglottis [Schauer] Rchb.f. 1881
- Stauroglottis equestris Schauer 1843
- Stauroglottis riteiwanensis (Masam.) Masam. 1934

## Природничі гібриди
- Phalenopsis × intermedia - Phalaenopsis aphrodite × Phalaenopsis equestris[2]
- Phalenopsis × veitchiana - Phalaenopsis equestris × Phalaenopsis schilleriana 1872

## Природні різновиди

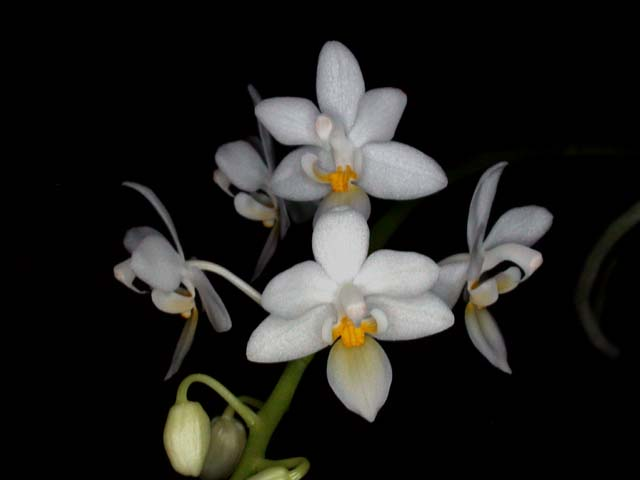

- Phalaenopsis equestris (Schauer) Rchb. f. var. equestris
- Phalaenopsis equestris f. alba [Hort] E A Christensen 2001

Має синоніми: 

 Phalaenopsis equestris f. alba hort. 1969 

 Phalaenopsis equestris [Schauer] Rchb.f. var alba {Hort.] Sweet 1967 

Сепалії і петалії чисто білі, губа може бути як білої, так і білої з жовтою плямою.
- Phalaenopsis equestris (Schauer) Rchb. f. aurea Christenson 2001

Сепалії і петаліт білі, губа жовта, кінчик губи білуватий.
- Phalaenopsis equestris var rosea (Valmayor & Tiu 1983)

Квіти меншого розміру, більш округлої форми, частково рожеві, губа темно-рожева. Синонім:  Phalaenopsis equestris var llocos (за назвою острова, на якому було знайдено).
- Phalaenopsis equestris var leucaspis [Schauer] Rchb.f. 1849

Синонім:  Phalaenopsis rosea var.leucaspis (Rolfe 1886) 

Квіти іноді менше, ніж у номінальної форми  Phalaenopsis equestris. Пелюстки білі з фіолетовим відтінком посилюється до основи пелюстків, губа фіолетова.
Так само є безліч невизнаних різновидів, без інформації про місцезнаходження в природі.

## Біологічний опис

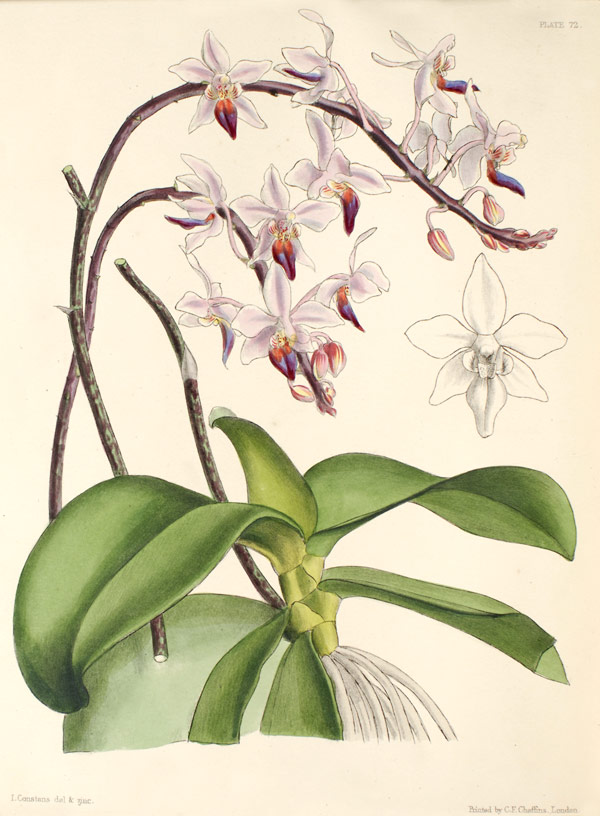
з книги John Lindley and Joseph Paxton, «Paxton's Flower Garden», 1852 р.

Мініатюрний моноподіальний епіфіт. 
 Стебло укорочене, повністю приховане основами листя. Коріння м'ясисте, гладке. Листя темно-зелене, овальне або довгасте, довжиною 10-20 см, шириною 5-6 см. 
 Квітконіс з'являється в пазусі нижнього листя, завдовжки до 30 см, багатоквітковий, китицеподібний або метельчатий. Продовжує зростання після початку цвітіння. Легко утворює "діток". 
 Квіти 1,5-3,5 см в діаметрі, від біло-рожевих до бузкових. Забарвлення квітів сильно варіює. Два піку цвітіння - навесні і восени, але може цвісти в будь-який час року.

## Ареал, екологічні особливості
Філіппіни, Тайвань, Борнео. 
 На стовбурах і гілках дерев у вологих тропічних лісах на висотах до 300 метрів над рівнем моря.
Клімат на Філіппінах, на рівні моря в районі Маніли

Температура повітря не має великих сезонних змін: вдень 28-33 ° С, ніч 19-24 ° С. 
 Відносна вологість повітря 80-82%. 
 Сухий сезон з грудня по квітень, середньомісячне випадання опадів 10-90 мм. Вологий сезон з травня по листопад, середньомісячне випадання опадів 120-410 мм.

## Історія опису
Вперше описаний Шауером в 1843 році під ім'ям Stauroglottis equestris. Рослини були привезені з острова Лусон і належали пану Мейєну. У 1848 р. Джон Ліндлі на рослинах з колекції Томаса Лоба, працівника фірми «Вейтч», повторно описав Phal. equestris, привласнивши їм назву Phalaenopsis rosea. У 1949 Phal. equestris отримав свою теперішню назву.

## У культурі

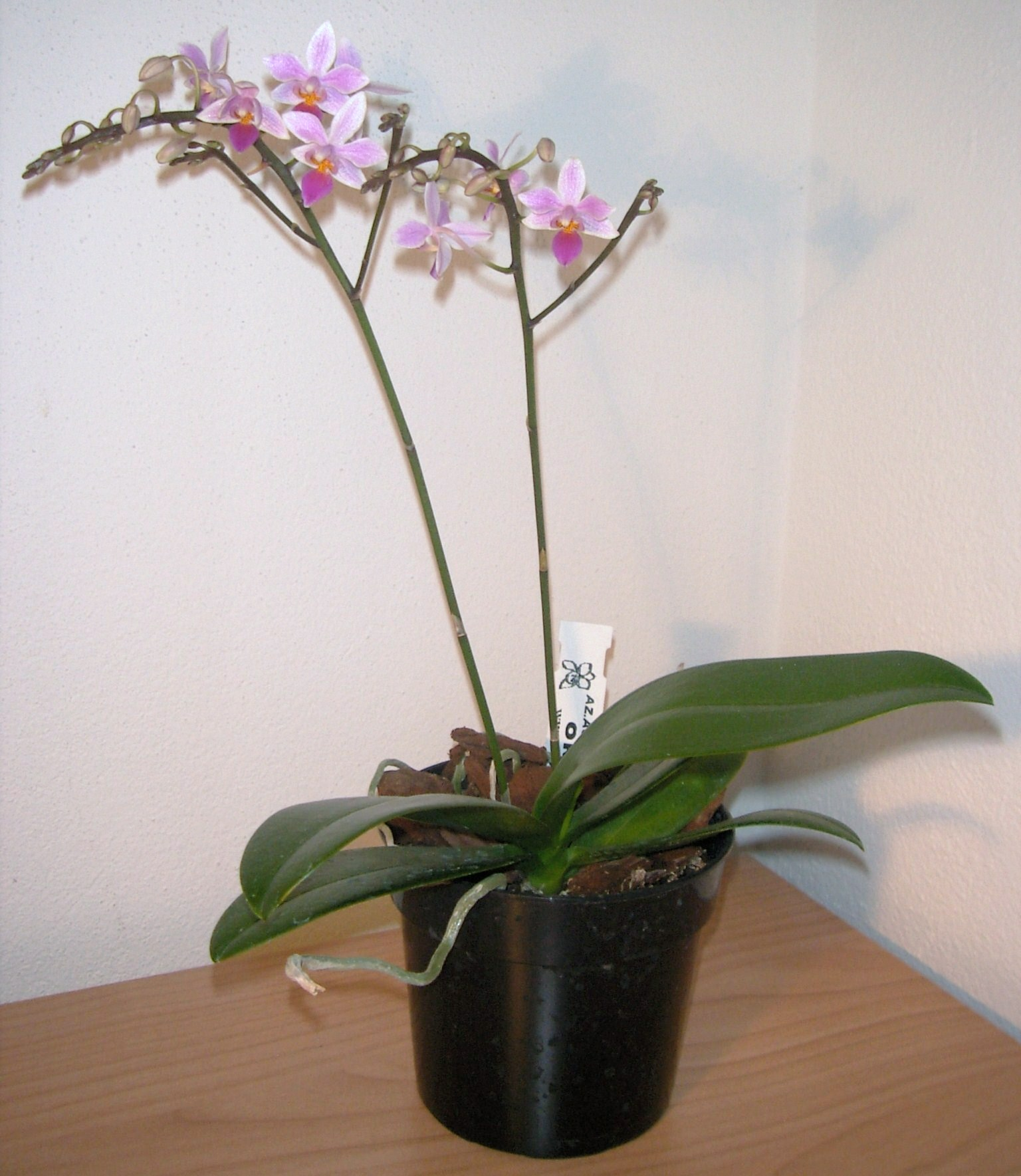

Температурна група - тепла. Для нормального цвітіння обов'язковий перепад температур день/ніч в 5-8°С.
Вимоги до освітлення: 1000-1200 FC, 10760-12912 lx.
Рослина толерантна до вологості повітря, добре росте при 60-80%. Квітконоси обрізають тільки після природного всихання. Розмножується "дітками" легко утворюються на квітконосах при високій вологості повітря. Додаткова інформація про агротехніки у статті Фаленопсис.
Вид активно використовується в гібридизації.

## Первиннігібриди(грекси)
- Ambotris - amboinensis х equestris (Fredk. L. Thornton) 1970
- Anthony The - cochlearis х equestris (Atmo Kolopaking) 1981
- Apricot Glow - fasciata х equestris (Fredk. Thornton) 1979
- Artemis (= Younes Resal) - amabilis х equestris (Veitch) 1892
- Bernice Maskin - gigantea х equestris (Dr Henry M Wallbrunn) 1977
- Borobudur - equestris х fimbriata (Atmo Kolopaking) 1980
- Carolina Tiny Phil - philippinensis х equestris (Lenette Greenhouses) 1992
- Cassandra - equestris х stuartiana (Veitch) 1896
- Christine Magro - equestris х javanica (Luc Vincent) 1994
- Cornustris - equestris х cornu-cervi (Dr Henry M Wallbrunn) 1967
- Ellen Hanoppo - equestris х fuscata (Atmo Kolopaking) 1984
- Equalacea - equestris х violacea (Fredk. L. Thornton) 1967
- Equicorning - equestris х corningiana (Masao Kobayashi) 1996
- Equitrana - equestris х sumatrana (Fredk. L. Thornton) 1967
- Equiwilson - equestris х wilsonii (Masao Kobayashi) 1996
- Flores Rose - equestris х floresensis (Hou Tse Liu) 2000
- Hebe - sanderiana х equestris (Veitch) 1897
- Hiroshima Equmo - equestris х modesta (Masao Kobayashi) 1994
- Hiroshima Tetratris - speciosa х equestris (Masao Kobayashi) 1995
- Jean-François - equestris х bastianii (Luc Vincent) 2002
- Kuntrarti Rarashati - equestris х venosa (Atmo Kolopaking) 1986
- Linda Cheok - manii х equestris (Cheok Jiak Kim (Mrs Lester McCoy)) 1964
- Linda Grainger - equestris х inscriptiosinensis (Luc Vincent) 1995
- Little Sister - maculata х equestris (Herb Hager Orchids) 1973
- Mahinhin - equestris х lueddemanniana (John H Miller) 1957
- Memoria Hans-Werner Pelz - equestris х pulchra (Olaf Gruss (Hw. Pelz)) 2003
- Memoria Herman Sweet - equestris х stobartiana (Brekinridge) 1999
- Partris - equestris х parishii (Fredk. L. Thornton) 1965
- Rose Marie - mariae х equestris (Oscar Kirsch) 1961
- Schiller's Horse - schilleriana х equestris (Kunshan Biotec. (O / U)) 2006
- Silbergrube - celebensis х equestris (Erwin Burkhardt) 1989
- Taida Sunshine - equestris х tetraspis (Taida Horticultural Co Ltd) 1997
- Tassanee Jongdamkerng - equestris х appendiculata (Yanyong Punpreuk) 2007
- Venus - lindenii х equestris (A. Misumi) 1923
- Без назви - equestris х chibae (Hou Tse Liu) 2008